# HD 3303
HD 3303，又名CP-55 117，SAO 232099、HR 148，是一颗恒星，视星等为6.06，位于銀經307.83，銀緯-62.16，其B1900.0坐标为赤經0h 30m 53.4s，赤緯-55° -62.16′ 17″。